# Отрепјер
Отрепјер (фр. Autrepierre) насеље је и општина у североисточној Француској у региону Лорена, у департману Мерт и Мозел која припада префектури Линевил.
По подацима из 2011. године у општини је живело 112 становника, а густина насељености је износила 14,45 становника/km². Општина се простире на површини од 7,75 km². Налази се на средњој надморској висини од 290 метара (максималној 346 m, а минималној 254 m).

## Демографија
| 1962. | 1968. | 1975. | 1982. | 1990. | 1999. | 2011. |
| ----- | ----- | ----- | ----- | ----- | ----- | ----- |
| 152   | 157   | 161   | 133   | 113   | 108   | 112   |

График промене броја становника у току последњих година